# Thagria zhengi
Thagria zhengi är en insektsart som beskrevs av Zhang och Shu Wen An 1994. Thagria zhengi ingår i släktet Thagria och familjen dvärgstritar. Inga underarter finns listade i Catalogue of Life.